# Аржанухина, Ольга Викторовна
Ольга Викторовна Аржанухина (бел. Вольга Віктараўна Аржанухіна; род. 21 апреля 1959) — советский и белорусский дизайнер, художник, член общественного объединения «Белорусский союз дизайнеров».
Специализация: дизайн интерьеров, оборудования, арт-дизайн.

## Биография
Ольга Викторовна Аржанухина родилась в г. Красноармейске в СССР. В 1981 году окончила Белорусский государственный театрально-художественный институт. С 1983 года принимает участие в выставках в Беларуси, Германии и др. В 1986 году стала членом Белорусского союза художников, В 1997 году ― членом Белорусского союза дизайнеров, специализируясь на дизайне интерьеров, арт-дизайне, керамике и создании витражей.
Создаёт витражи в технике «Тиффани». Работы находятся в частных коллекциях: Франция, Германия, Израиль, Италия.
Среди основных работ — изразцы для станции метро «Площадь Я.Коласа», гастронома «Минск» (Волгоград), роспись керамического панно для бассейна спорткомплекса «Стайки», объемно-пространственная композиция в библиотеке Я.Купалы, интерьер ресторана «Альбатрос» (Минск).